# Propebela subtrophonoidea
Propebela subtrophonoidea é uma espécie de gastrópode do gênero Propebela, pertencente a família Mangeliidae.